# Pince à sertir
 (septembre 2012).

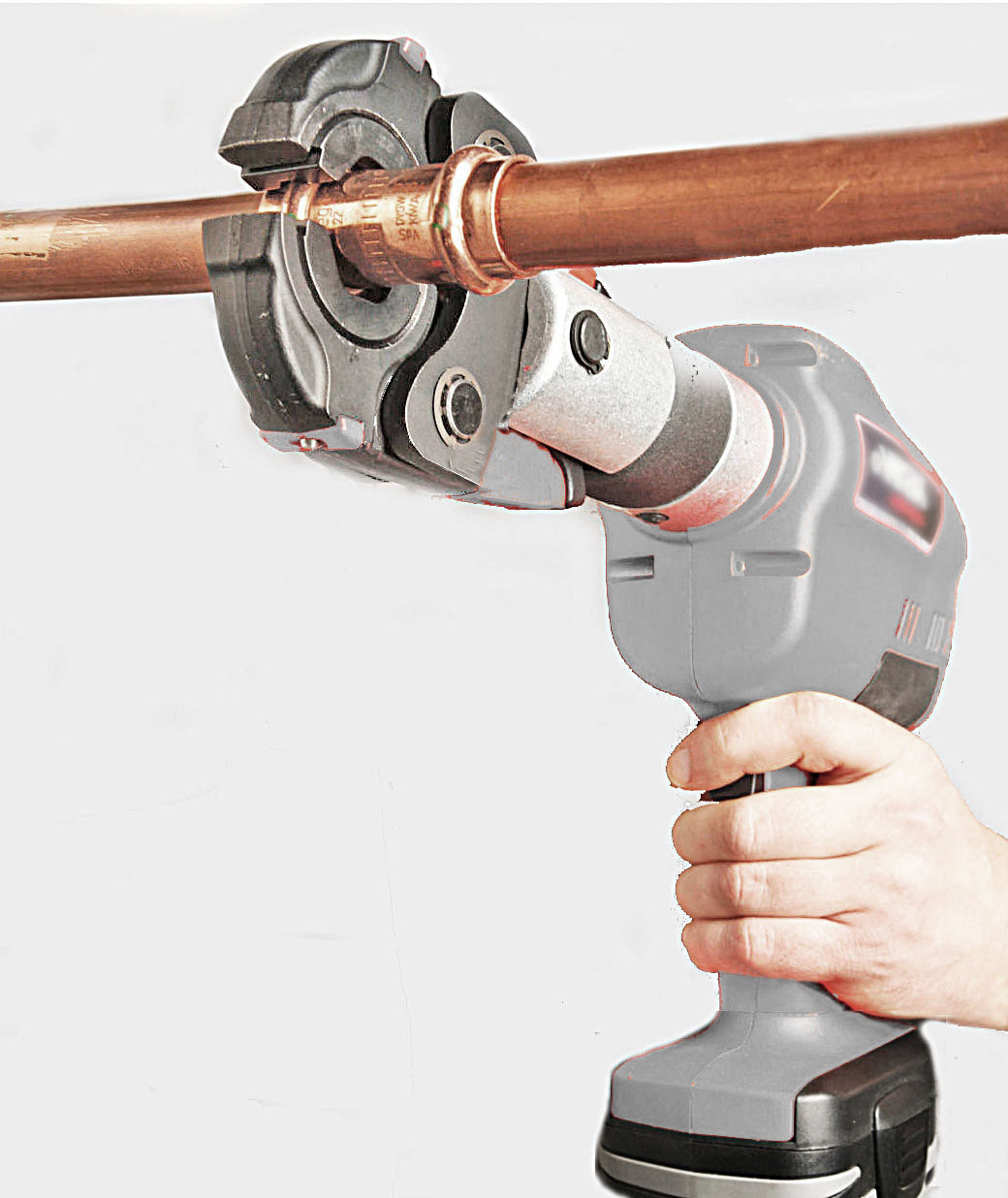
Pince à sertir électrique

Une pince à sertir est une pince électrique ou pneumatique utilisé pour sertir les tubes de plomberie PER, PER BAO, Cuivre, inox, acier (galvanisé et noir)

## Inserts
Les inserts ou empreintes sont de différents types:
- RF : pour le PER (ressemble à un damier)
  - RF-P
  - RF-Z
- TH, TH-P : pour le PER BAO, ou multi-couche.
- V et VG : pour sertir les tubes en cuivre
- U : "Uponor"

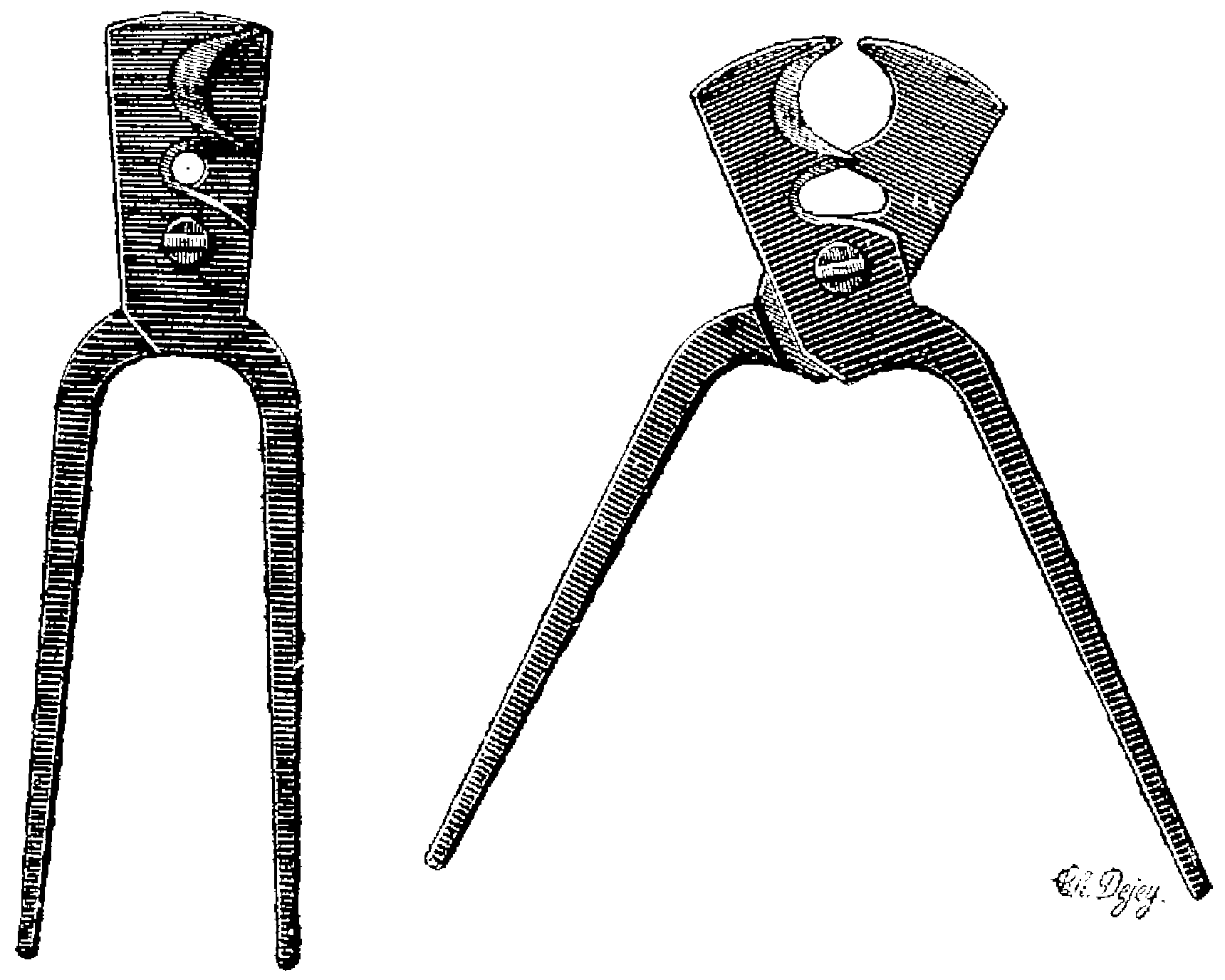
Pince à sertir